# Championnat d'Éthiopie de football 2014-2015
Navigation
Saison précédente Saison suivante
La saison 2014-2015 du Championnat d'Éthiopie de football est la soixante-neuvième édition de la première division en Éthiopie, la National League. Elle regroupe, sous forme d'une poule unique, quatorze équipes du pays qui se rencontrent deux fois au cours de la compétition, à domicile et à l'extérieur. À l'issue de la saison, les deux derniers du classement sont relégués et remplacés par les deux meilleurs de deuxième division. 
C'est le club de Saint-George SC, tenant du titre, qui remporte la compétition cette saison après avoir terminé en tête du classement final, avec treize points d'avance sur Dedebit FC et quinze sur Adama City, promu de deuxième division. Il s'agit du vingt-septième titre de champion d'Éthiopie de l'histoire du club.

## Les clubs participants
| - EEPCO - Ethiopian Coffee - Awassa City FC - Dedebit FC - Dasheen Beer FC - Defence Force SC - Sidama Bunna FC | - Adama City - Promu de D2 - Arba Minch Textile FC - Woldya City FC - Promu de D2 - Commercial Bank of Ethiopia SA - Saint-George SC - Muger Cement FC - Welayta Dicha FC |

## Compétition
Le barème de points servant à établir les classements se décompose ainsi :
- Victoire : 3 points
- Match nul : 1 point
- Défaite : 0 point

### Classement
| Rang | Équipe                         | Pts | J  | G  | N  | P  | Bp | Bc | Diff |
| ---- | ------------------------------ | --- | -- | -- | -- | -- | -- | -- | ---- |
| 1    | Saint-George SCT               | 68  | 26 | 22 | 2  | 2  | 55 | 15 | +40  |
| 2    | Dedebit FC                     | 31  | 26 | 8  | 7  | 11 | 37 | 31 | +6   |
| 3    | Adama CityP                    | 19  | 26 | 4  | 7  | 16 | 16 | 38 | -22  |
| 4    | Sidama Bunna FC                | 38  | 26 | 10 | 8  | 8  | 23 | 24 | -1   |
| 5    | Commercial Bank of Ethiopia SA | 39  | 26 | 10 | 9  | 7  | 27 | 25 | +2   |
| 6    | Ethiopian Coffee               | 48  | 26 | 15 | 6  | 6  | 35 | 23 | +12  |
| 7    | Arba Minch Textile FC          | 35  | 26 | 8  | 11 | 7  | 19 | 19 | 0    |
| 8    | Defence Force SCC              | 42  | 26 | 11 | 9  | 6  | 28 | 24 | +4   |
| 9    | Welayta Dicha FC               | 38  | 26 | 8  | 15 | 4  | 23 | 17 | +6   |
| 10   | Awassa City FC                 | 32  | 26 | 8  | 8  | 10 | 24 | 28 | -4   |
| 11   | EEPCO                          | 25  | 26 | 7  | 4  | 16 | 26 | 42 | -16  |
| 12   | Dashen Beer FC                 | 30  | 26 | 6  | 13 | 8  | 11 | 15 | -4   |
| 13   | Muger Cement FC                | 31  | 26 | 8  | 7  | 11 | 23 | 29 | -6   |
| 14   | Woldya City FCP                | 15  | 26 | 2  | 8  | 16 | 16 | 35 | -19  |

|  | Qualification pour la Ligue des champions de la CAF 2016 |
|  | Qualification pour la Coupe de la confédération 2016     |
|  | Qualification pour la Coupe Kagame inter-club 2015       |
|  | Relégation directe en deuxième division                  |
|  | T : Tenant du titre P : Promu de deuxième division       |

## Bilan de la saison
| Championnat d'Éthiopie de football 2014-2015 |                             |
| Champion                                     | Saint-George SC (27e titre) |
| Coupes et trophées                           |                             |
| Vainqueur de la Coupe d'Éthiopie 2014-2015   | Defence Force SC            |
| Qualifications continentales                 |                             |
| Ligue des champions de la CAF 2016           | Saint-George SC             |
| Coupe de la confédération 2016               | Defence Force SC            |
| Coupe Kagame inter-club 2015                 | Adama City                  |
| Promotions et relégations                    |                             |
| Promus en National League                    | Dire Dawa City              |
| Promus en National League                    | Hadiya Hosana FC            |
| Relégués en Second League                    | Muger Cement FC             |
| Relégués en Second League                    | Woldya City FC              |